# Walchsee (sjö)
Walchsee är en sjö i Österrike.   Den ligger i förbundslandet Tyrolen, i den centrala delen av landet, 300 km väster om huvudstaden Wien. Walchsee ligger 653 meter över havet. Arean är 1,0 kvadratkilometer. Den sträcker sig 1,1 kilometer i nord-sydlig riktning, och 1,6 kilometer i öst-västlig riktning. Den högsta punkten i närheten är Heuberg, 1 603 meter över havet, 3,3 km söder om Walchsee.
Trakten runt Walchsee består i huvudsak av gräsmarker. Runt Walchsee är det ganska tätbefolkat, med 52 invånare per kvadratkilometer.
Mellan sjön och kommunen Walchsee ligger en bredare väg.